# Ивановское сельское поселение (Починковский район)
Ивановское сельское поселение — упразднённое муниципальное образование в составе Починковского района Смоленской области России.
Административный центр — деревня Ламоново.
Образовано Законом Смоленской области от 28 декабря 2004 года. Упразднено Законом Смоленской области от 20 декабря 2018 года с включением к 1 января 2019 года всех входивших в его состав населённых пунктов в Мурыгинское сельское поселение.

## Географические данные
- Общая площадь: 76,32 км²
- Расположение: западная часть Починковского района
- Граничило:
  - на северо-востоке— с Мурыгинским сельским поселением
  - на юго-востоке — с Княжинским сельским поселением
  - на юго-западе — с Монастырщинским районом
  - на северо-западе — с Смоленским районом
- Крупная река: Сож.

## Население
| 2007 | 2011 | 2012 | 2013 | 2014 | 2015 | 2016 |
| ---- | ---- | ---- | ---- | ---- | ---- | ---- |
| 492  | ↘382 | ↗388 | ↘386 | ↘380 | →380 | ↘376 |
| 2017 | 2018 | 2019 |      |      |      |      |
| ↘371 | ↘367 | ↘353 |      |      |      |      |

## Населённые пункты
В состав поселения входили следующие населённые пункты:
- Ламоново, деревня
- Барсуки, деревня
- Ивановское, деревня
- Клемятино, деревня
- Потёмкино, деревня
- Сестрино, деревня
- Усадище, деревня
- Хатрусово, деревня
- Шабаново, деревня
- Ярковичи, деревня

## Экономика
Потёмкинский спиртзавод.